# Fred van der Zwan
Frederik Willem van der Zwan, detto Fred (Willemstad, 16 ottobre 1935 – Delft, 12 luglio 2018), è stato un pallanuotista olandese.
Ha partecipato, come membro del Paesi Bassi, alle Olimpiadi di Roma 1960.